# Џејд (филм)
Џејд (енгл. Jade) амерички је еротски трилер филм из 1995. године у режији Вилијема Фридкина, по сценарију Џоа Естерхаса. Главне улоге тумаче: Дејвид Карусо, Линда Фјорентино, Чез Палминтери, Ричард Крена и Мајкл Бин.
Када је истакнути трговац уметнинама пронађен убијен, смрт човека води до интригантне истраге прожете сексом, корупцијом и криминалом. Окружни тужилац Дејвид Корели (Дејвид Карузо) бива распоређен на случај и открива да је кључни осумњичени његова бивша љубавница Катрина Гевин (Линда Фјорентино), прелепа психологиња која се скрасила са својим старим пријатељем и вршњаком, Метом (Чаз Палминтери). Како Корели улази дубље у случај, он открива мрачне тајне са далекосежним импликацијама.

## Радња
У Сан Франциску се дешава убиство у вили милионера. Случај истражује помоћник државног тужиоца Дејвид Корели, суочавајући се са могућим злоупотребама јер се испоставља да је психолог Трина Гевин, бивша љубавница истражитеља која га је једном оставила због његовог најбољег пријатеља, главног осумњиченог за убиство.
Упркос овој околности, он успева да крене напред са откривањем инкриминишућих фотографија истакнутих јавних личности у друштву мистериозне проститутке познате као „Џејд” (Жад на енглеском). Док покушава да открије идентитет непознате жене, он сазнаје информације које му доводе живот у опасност.

## Улоге
| Глумац           | Улога                 |
| ---------------- | --------------------- |
| Дејвид Карусо    | Дејвид Корели         |
| Линда Фјорентино | Трина Гевин           |
| Чез Палминтери   | Мет Гевин             |
| Ричард Крена     | гувернер Лу Едвардс   |
| Мајкл Бин        | детектив Боб Харгроу  |
| Дона Марфи       | детектив Карен Хелер  |
| Кен Кинг         | детектив Пити Веско   |
| Холт Макалани    | Бил Берет             |
| Дејвид Хант      | детектив Пет Келендер |
| Енџи Еверхарт    | Патрис Џасинто        |
| Кевин Тај        | Арнолд Клифорд        |
| Виктор Вонг      | господин Вонг         |
| Робин Томас      | господин Грин         |
| Викторија Смит   | Сенди                 |